# Marrom glacê

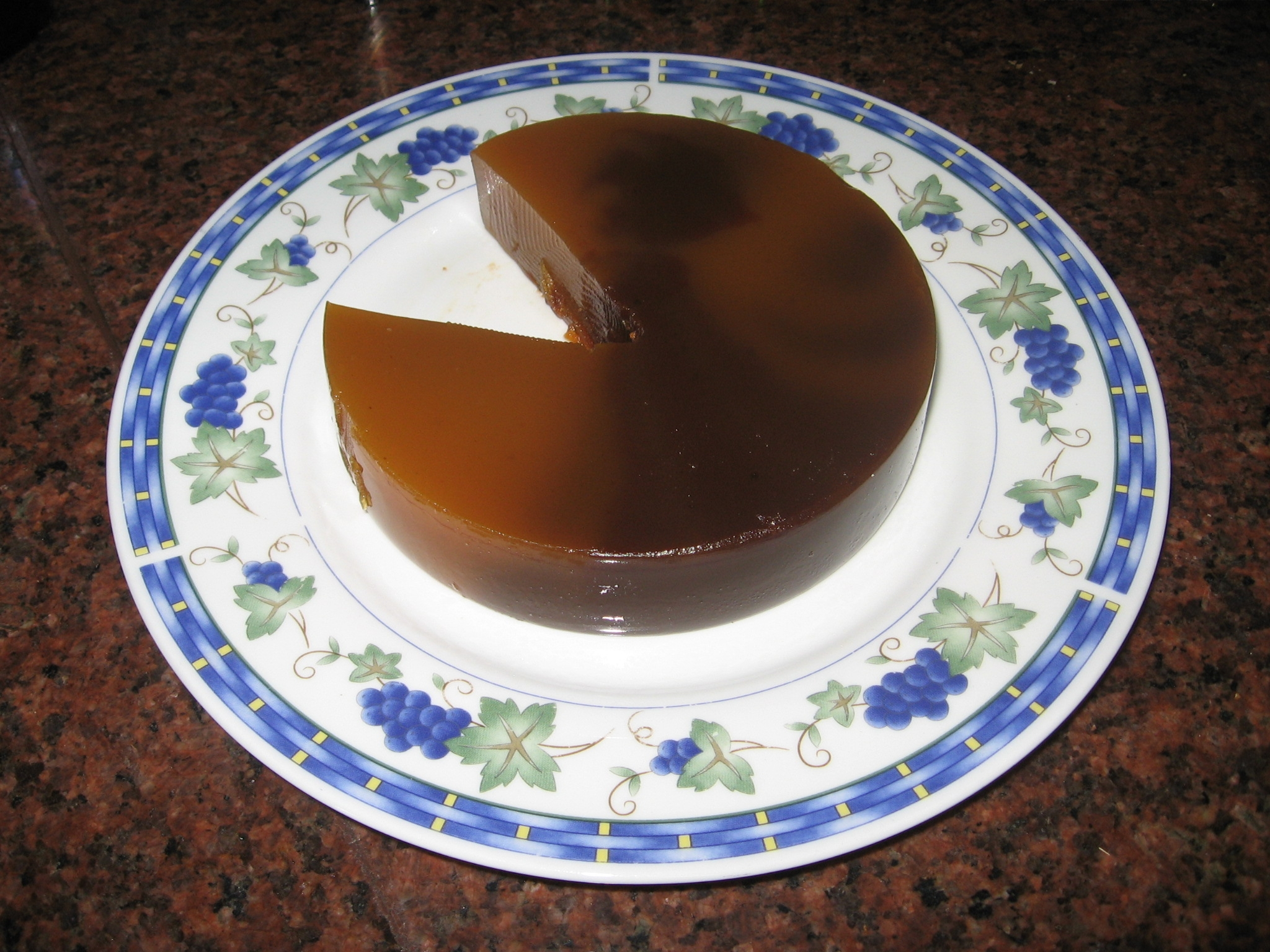
Marrom glacê em um prato

Marrom glacê ou doce de batata-doce é um doce típico da culinária brasileira feito a base de batata-doce e açúcar, podendo, eventualmente, ser adicionado de baunilha, coco ou gelatina.
Trata-se de uma variante brasileira do marron-glacé, doce de origem italiana feito a base de castanha cozida e mergulhada em calda de açúcar. Além da Itália, é também comum em outros países da Europa, especialmente no período do Natal.